# Tipula (Trichotipula) hedgesi
Tipula (Trichotipula) hedgesi is een tweevleugelige uit de familie langpootmuggen (Tipulidae). De soort komt voor in het Nearctisch gebied.